# Henry Ayers
Henry Ayers, född 1 maj 1821, död 11 juni 1897, var en regeringschef i South Australia som är mest ihågkommen för att han fick Ayers Rock uppkallat efter sig.